# Avesnes-en-Val
Avesnes-en-Val – miejscowość i gmina we Francji, w regionie Normandia, w departamencie Sekwana Nadmorska.
Według danych na rok 1990 gminę zamieszkiwało 291 osób, a gęstość zaludnienia wynosiła 18 osób/km² (wśród 1421 gmin Górnej Normandii Avesnes-en-Val plasuje się na 620. miejscu pod względem liczby ludności, natomiast pod względem powierzchni na miejscu 111.).